# Контрада Ђаромези (Палермо)
Контрада Ђаромези је насеље у Италији у округу Палермо, региону Сицилија.
Према процени из 2011. у насељу је живело 45 становника. Насеље се налази на надморској висини од 280 м.